# K (album)
K è il primo album dei Kula Shaker, uscito il 16 settembre 1996.
Sette dei brani del disco sono prodotti da John Leckie, uno dei più importanti produttori della storia del rock (XTC, The Fall, Stone Roses, Radiohead e molti altri).

## Tracce
1. Hey Dude – 4:10
2. Knight on the Town – 3:25
3. Temple of Everlasting Light – 2:33
4. Govinda – 4:57
5. Smart Dogs – 3:16
6. Magic Theatre – 2:38
7. Into The Deep – 3:49
8. Sleeping Jiva – 2:02
9. Tattva – 3:46
10. Grateful When You're Dead/Jerry Was There – 5:42
11. 303 – 3:08
12. Start All Over – 2:35
13. Hollow Man (Parts 1 & 2) – 19:30

In realtà Hollow Man dura 6:14. Seguono 13 minuti di silenzio (6:14 - 19:14), dopodiché, come traccia nascosta, si può sentire una registrazione di AC Bhaktivedanta Swami Prabhupada, il fondatore della ISKCON, che parla del suo guru.

## Copertina
La copertina (disegnata da Dave Gibbons) è composta da varie immagini relative alla lettera K, tra cui: John F. Kennedy, Lord Kitchener, Karl Marx, Gene Kelly, Katharine Hepburn, Ken Dodd, Kareem Abdul-Jabbar, Danny Kaye, Kal-El (Superman), Boris Karloff (come il mostro di Frankenstein), Krishna, King Kong, Martin Luther King Jr., due cavalieri (un paio di chiavi su uno di essi), un bollitore, Kali, il Kaiser, Nikita Chruščëv (Khrushchev secondo la traslitterazione anglosassone), Grace Kelly, il numero 11 (che simboleggia la K) e il libro di Rudyard Kipling Kim.